# إغناسيو ألونسو
إغناسيو ألونسو لابات (بالإسبانية: Ignacio Alonso Labat)‏ هو إداري رياضي أوروغواياني ويشغل حالياً منصب رئيس اتحاد الأوروغواي لكرة القدم وكذلك عضو مجلس الفيفا منذ 2019.